# Historieta femenina

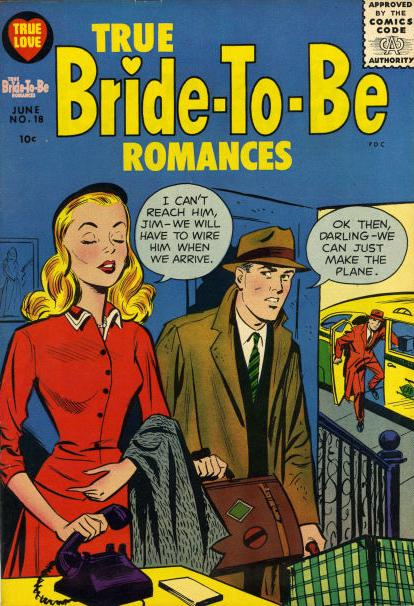
Portada de True Bride-to-Be Romances #18 (Estados Unidos, 1956).

La historieta o cómic femenino son las historietas dirigidas específicamente a las mujeres, independientemente del sexo de sus autores. Se mantiene como sector diferenciado en Japón mientras que ha decaído en otros países. En ella es frecuente la temática sentimental, aunque no exclusivamente.

## Historia
El cómic para mujeres se desarrolló de manera global en la primera mitad del siglo XX, con revistas en los mercados más importantes:
- España: Mis Chicas (1941)
- Argentina: Intervalo (1945)
- Estados Unidos: Young Romance (1947), seguida al año siguiente por My Romance, My Life y Sweethearts, entre otras.
- Japón: «Shojo», que incluía Anmitsu Hime (Princesita Anmitusu, 1949-1954) de Shosuke Kuragane.[1]
- Reino Unido: Girl (1951)

En 1953, Osamu Tezuka revolucionó el manga shōjo, es decir, la historieta japonesa dirigida a chicas, con Ribon no Kishi (La Princesa Caballero, 1953), cuyo ejemplo fue imitado autores como Tetsuya Chiba y Leiji Matsumoto.
A finales de la década de 1950 y principios de la década de 1960, se produjo un boom del tebeo femenino en España, al compás de la expansión económica del país. Entró en crisis, además, la temática folclórica y fantástica que había copado cuadernos como los de la Colección Azucena, y en su lugar triunfaron dos nuevos tipos de tebeos, según la terminología acuñada por Juan Antonio Ramírez:
- El exótico sentimental.
- El sentimental próximo.

En los sesenta, aparecen nuevas revistas como Twinkle (Reino Unido, 1968). Tardaron en aparecer los personajes fijos, como Lilian, azafata del aire (1960), Mary Noticias (1962), Bonnie Taylor (1963), Cristina y sus amigas (1963) o April O'Day, Hollywood Starlet (1964). Más allá del cómic de superhéroes estadounidense, dirigido principalmente a varones, tampoco abundan las superheroínas, pero puede citarse a Caty, la chica gato (1969).
En la década de 1970, con las series Juichigatsu no Gimunajiumu (1971) de Mōto Hagio y Kaze to ki no Uta (1976) de Keiko Takemiya, las lectoras japonesas empezaron a interesarse por las historietas de amor homosexual. En dicha década también destacan en Japón obras como La rosa de Versalles (1971-1972) de Riyoko Ikeda que mostraba la historia de una joven mujer que simulaba ser un hombre en el ejército, ambientado en Francia a fines del siglo XVIII, obra posteriormente adaptada al cine, al anime y a una obra de teatro musical. Candy Candy (1975-79) de Kyōko Mizuki/Yumiko Igarashi relataba, las peripecias de una huérfana pobre. Para el mercado británico se crean series como Esther y su mundo (1971).
En los ochenta, aparecen Emma es encantadora (1981).
En la década de 1980 aparece en Japón el manga josei, un equivalente al manga shōjo pero orientado al público femenino adulto, donde destacan autoras como Kiriko Nananan y Ai Yazawa.
Dentro del manga o historieta japonesa destacan el géneros como el mahō shōjo, que trata de historias de chicas con superpoderes, con obras como Cutie Honey de Gō Nagai, Sailor Moon de Naoko Takeuchi, Shōjo Kakumei Utena de Chiho Saitō, Magic Knight Rayearth y Cardcaptor Sakura del cuarteto de mangakas CLAMP.
Con el siglo XXI con la llegada de la historieta en formato digital, ha producido también la llegada de historietas orientado a público femenino en estos nuevos tipos de formatos como el caso del webtoon surcoreano True Beauty de Yaongyi, adaptada posteriormente a una serie de televisión del mismo nombre.

## Valoración
En 1968, el escritor español Terenci Moix criticaba este mercado por lo que suponía de segregación cultural entre los dos sexos, limitando el verdadero heroísmo al varón.